# Ninon de Lenclos
Anne « Ninon » de l'Enclos, aussi appelée Ninon de Lenclos ou Ninon de Lanclos, baptisée à Paris le 10 novembre 1620, et morte à Paris le 17 octobre 1705, est une courtisane, femme d'esprit, épistolière et femme de lettres française.
Aristocrate cultivée et indépendante, elle anima un salon rue des Tournelles à Paris qui réunissait les grands esprits de l'époque, hommes et femmes confondus.

## Biographie
Fille d’Henri de Lanclos (gentilhomme tourangeau libertin, suivant de Charles II d'Elbeuf) et de Marie-Barbe de la Marche, elle se révèle une enfant prodige au luth, qui citait Montaigne et les grands classiques et qui fut promenée par sa mère bigote de salon en salon où elle faisait sensation. Plus tard, elle apprit le clavecin. Anne dite Ninon de Lenclos devint une femme de lettres, influencée par les idées épicuriennes, qui savait l'italien et l'espagnol tout en étant versée en sciences. En 1642, à la mort de sa mère, son libertinage et son athéisme affirmés, alors que sa respectabilité n'est pas encore acquise, font que les grandes dames des salons du Marais se détournent d'elle, si bien qu'elle vient habiter chez une autre courtisane, Marion Delorme, qui devient son professeur.
La belle et intelligente Ninon a, sa vie durant, collectionné les amants (le premier à 16 ans, puis notamment le Grand Condé, François-Jacques d'Amboise, comte d'Aubijoux, François de La Rochefoucauld, le maréchal d'Estrées, l'astronome Christian Huygens), à tel point que Walpole la surnomma plus tard « Notre Dame des Amours ». Elle classait ses amants en « payeurs », « martyrs » (soupirants sans espoir) et « caprices » (élus du moment). Le marquis Louis de La Châtre (1613-1664), comte de Nançay, fut l'un d'entre eux. À son sujet Voltaire relata : « M. de La Châtre avait exigé un billet de Mlle de Lenclos, un billet comme quoi elle lui serait fidèle pendant son absence ; et, étant avec un autre, dans le moment le plus vif elle s'écria : « Le beau billet qu'a La Châtre ! » ». Elle eut des enfants dont un fils, le chevalier Louis de la Boissière, qui deviendra brillant officier de marine, fruit de ses amours avec Louis de Mornay, marquis de Villarceaux et proche du roi Louis XIV. Elle vivra sa passion durant trois ans avec lui au domaine de Villarceaux, commune de Chaussy (Val-d'Oise). En 1664, Molière fit dans son salon une lecture de la première version, en trois actes, du Tartuffe.

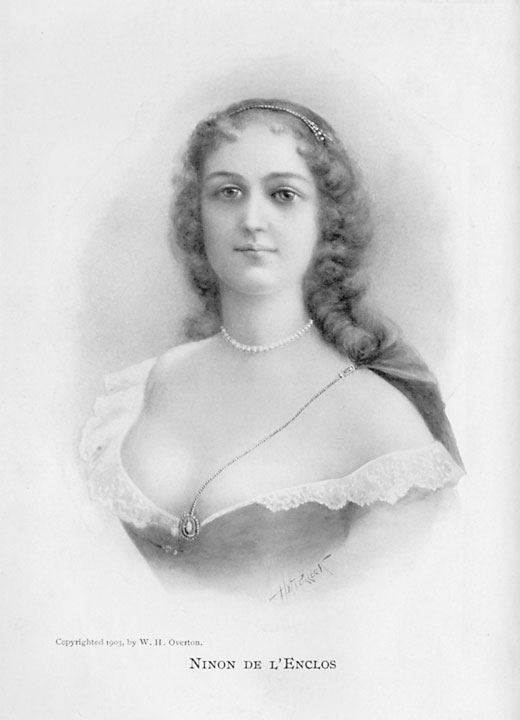
Ninon de Lenclos

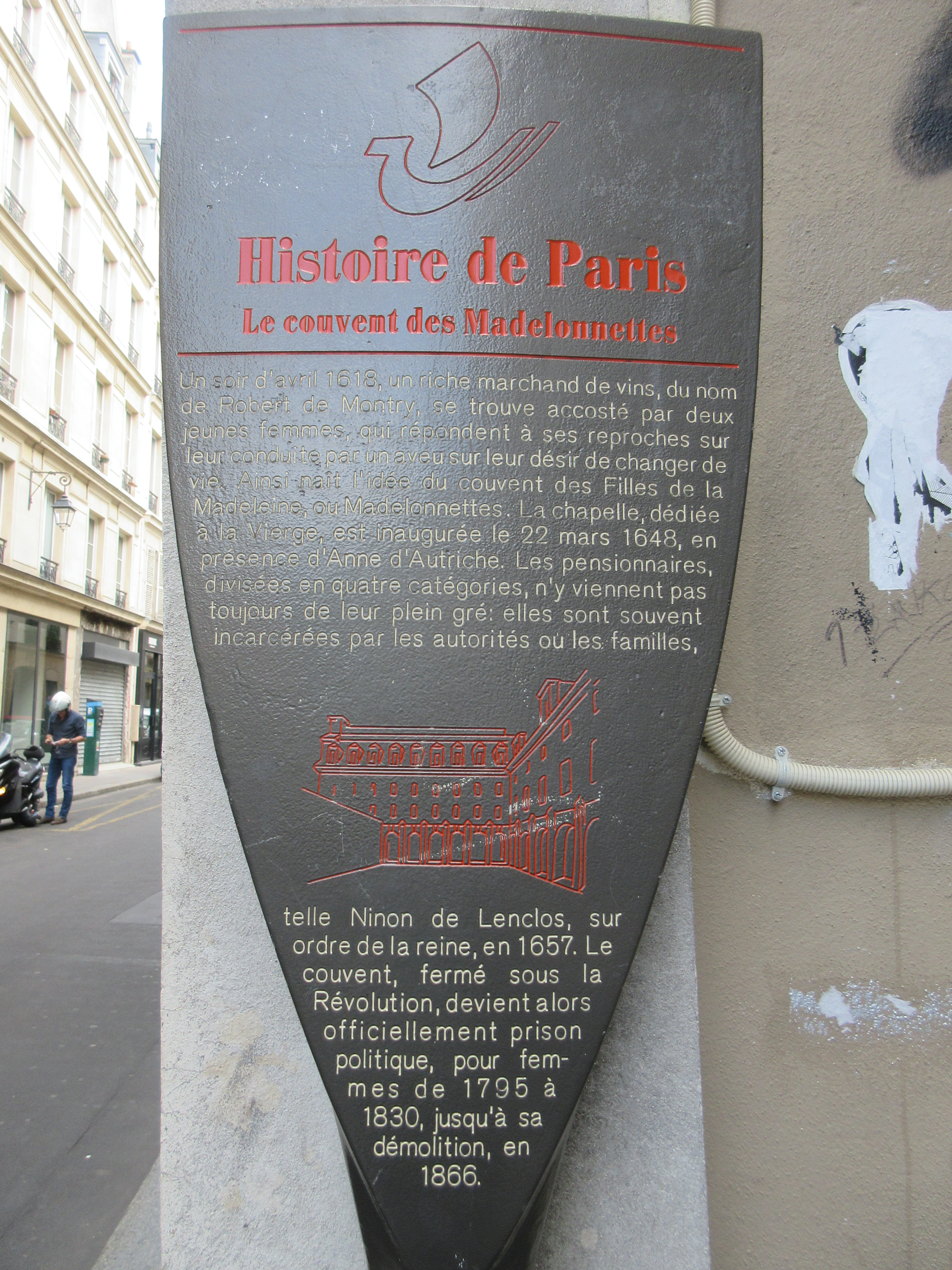
Panneau Histoire de Paris
« Couvent des Madelonnettes »

Inquiétée par le parti dévot, elle fut enfermée en 1656, sur ordre de la reine Anne d'Autriche aux Madelonnettes, puis dans un couvent de Lagny. À son premier voyage à Paris en 1656, la reine Christine de Suède accorda une rencontre en privé à la seule Ninon de Lenclos, dont elle avait la plus haute opinion.
Tenant un salon à partir de 1667, elle acquit la respectabilité lorsqu'elle fut admise dans celui de Marguerite de la Sablière en 1677. Grand amateur de sagesse, Louis XIV se préoccupait souvent, par personne interposée, de l'opinion de Ninon. Le jour de ses 77 ans, Ninon eut une aventure avec l'abbé de Châteauneuf. À la même époque, elle mène de front une autre liaison avec le chanoine Nicolas Gédoyn. Quelques mois avant son décès, à près de 85 ans, elle se fit présenter le jeune Arouet (Voltaire) alors âgé d'environ 11 ans et élève du collège jésuite Louis-le-Grand de Paris. Dans son testament, elle lui légua 2 000 livres tournois (l'équivalent de 7 800 € de l'an 2008) pour qu'il pût s'acheter des livres (au début du XVIIIe siècle, comme le signale le maréchal Vauban dans son ouvrage sur la dîme royale, un simple journalier gagne moins de 300 livres dans l'année).
Elle meurt le 17 octobre 1705, sur les cinq heures de l'après-midi, après avoir reçu l'extrême-onction. Le 19 décembre 1704, elle avait fait son testament, dans lequel, s'adressant à Me François Arouet, notaire au Châtelet, elle précisait : « Je supplie très humblement M. Arouet de vouloir bien, par la bonté qu'il a pour moi, de se charger d'exécuter mon testament et de me permettre de laisser à son fils [le futur Voltaire], qui est aux Jésuites, mille francs pour lui avoir des livres ; c'est une grâce dont je lui serai fort obligée. »

## Son salon
Ninon a tenu salon à compter de 1667, au 36, rue des Tournelles à Paris. Ses célèbres « cinq à neuf » avaient lieu chaque jour. Ninon de Lenclos est le symbole de l'aristocrate cultivée et rayonnante, reine des salons parisiens, femme d'esprit indépendant et femme de cœur, représentative de la liberté des mœurs des XVIIe et XVIIIe siècles français. 
Parmi ses invités, surtout des hommes : Fontenelle ; François de la Rochefoucauld ; Charles de Saint-Évremond ; Paul Scarron ; Jean-Baptiste Lully ; Jean de La Fontaine ; Philippe d'Orléans, futur régent de France ; Alexandre d'Elbène ; Antoine Godeau, évêque et habitué des salons précieux ; Antoine Gombaud, chevalier de Méré ; Louis de Rouvroy, duc de Saint-Simon ; Roger de Bussy-Rabutin ; Jules de Clérambault ; Damien Mitton ; l'abbé François de Châteauneuf ; Christian Huygens ; l'abbé de Boisrobert ; Charles Perrault ; le poète Chapelle ; Jean Ogier de Gombauld ; l'abbé de Pons ; Louis de Mornay, marquis de Villarceaux ; César Phœbus d'Albret ; Jean Hérault de Gourville ; le peintre Nicolas Mignard, dont elle fut un modèle ; Jean Racine (et sa maîtresse Marie Champmeslé) ; François III Dusson, seigneur de Bonrepaus et commissaire de la Marine ; Nicolas Boileau-Despréaux ; Louis de Bourbon, duc d'Engien puis prince de Condé ; Henri de Sévigné, mari de Madame de Sévigné, puis leur fils Charles de Sévigné, le philosophe Louis de Lesclache.
Mais aussi de nombreuses femmes : Catherine de Vivonne, marquise de Rambouillet ; Marguerite de la Sablière ; Madame de Galins ; Élisabeth-Charlotte de Bavière, princesse Palatine et belle-sœur de Louis XIV ; Henriette de Coligny, comtesse de la Suze ; la comédienne Marie Desmares, dite la Champmeslé ; son amie Françoise d'Aubigné, épouse du poète Paul Scarron et future madame de Maintenon. Mais aussi Lady Elizabeth Montagu (1674-1757), comtesse de Sandwich, qu'elle appelait Madame Sandwich (son petit-fils a donné son nom à ce mets), et dont elle dira : « Elle m'a donné mille plaisirs, par le bonheur que j'ai eu de lui plaire. Je ne croyois pas sur mon déclin pouvoir être propre à une femme de son âge. Elle a plus d'esprit que toutes les femmes de France, et plus de véritable mérite.»
Elle est dépeinte de son vivant sous le nom de Clarice par Madeleine de Scudéry dans son roman Clélie (1658) et sous celui de Nidalie par l'écrivain Somaize dans son Grand Dictionnaire des prétieuses (1661).

## Œuvre
On lui connaît plusieurs recueils de lettres, probablement apocryphes, dont :
- Lettres de Ninon de L'Enclos au marquis de Sévigné, collectées par Damours, 1750, éditions Francois Joly.
- Lettres de Ninon de L'Enclos au marquis de Sévigné, collectées par Crébillon fils, édition François Joly, Amsterdam, 1750. Deux parties en un volume in-12, XII-184-200 pages (chaque partie est précédée d'un titre gravé par Fessard). En fait, la première édition de ces lettres a été attribuée, à tort, par Gay à Damours, mais Tchemerzine les a restituées à Crébillon fils. Voir Gay II, 828. Tchemerzine IV, 197.
- Bibliothèque épistolaire, ou choix des plus belles lettres des femmes les plus célèbres du siècle de Louis XIV. Lettres de Ninon de l'Enclos, de Mme de Maintenon, des Ursins, de Caylus, etc., recueillies par A. Delanoue.
- En 1659, dans La Coquette vengée (œuvre d’attribution douteuse), elle y répond à plusieurs attaques dont elle fut l'objet. Elle y défend, en tant que femme de lettres, la possibilité d'une vie bonne et morale en l'absence d'apparat religieux. Elle y dit aussi avec quelque esprit : « Beaucoup plus de génie est nécessaire pour faire l'amour que pour commander aux armées » ; et aussi : « Nous devrions faire attention au montant de nos provisions, mais pas à celui de nos plaisirs : ceux-ci doivent être recueillis jour après jour. »

Molière fit dans son salon une lecture de sa comédie du Tartuffe.

## Sujet d'inspiration
Elle popularisa la coupe à la Ninon, une coiffure avec les cheveux courts.

Plusieurs œuvres littéraires l'ont prise pour thème. 
- Huygens, qui fut au nombre de ses amants, composa quelques vers à son sujet :

« Elle a cinq instruments dont je suis amoureux :
Les deux premiers, ses mains ; les deux autres, ses yeux ;
Pour le plus beau de tous, le cinquième qui reste,
Il faut être fringant et leste. »
- Voltaire écrivit en 1751 le dialogue philosophique Dialogue entre Mme de Maintenon et Mlle de Lenclos, dans lequel il fait dialoguer, dans leur grand âge, Ninon de Lenclos et Madame de Maintenon, amies depuis de nombreuses années.
- Olympe de Gouges rédigea Molière chez Ninon ou le Siècle des grands hommes, drame (1787).
- En 1804 fut publiée Ninon de l'Enclos, comédie historique en un acte, mêlée de vaudevilles, par Charles Henrion, Armand Henri Ragueneau de la Chainaye (Éditeur Mad. Cavanagh, Paris, An XII).
- Eugène de Mirecourt fit paraître en 1857 un roman intitulé Mémoires de Ninon de Lenclos.
- Elle est une des héroïnes, avec Marion Delorme, du film en vers Cyrano et d'Artagnan d'Abel Gance.
- Le compositeur Louis Maingueneau (1884-1950) intitula l'un de ses opéras Ninon de Lenclos.
- Le scénariste de bandes dessinées Patrick Cothias en fait un personnage récurrent de son univers (séries Les Sept vies de l'épervier, Masquerouge, Le Fou du Roy et Ninon secrète), où il en fait davantage une aventurière, une bretteuse et une espionne.
- Ninon, Lenclos ou la liberté par Hippolyte Wouters, Théâtre des Mathurins 2013 puis Avignon Off 2014, avec Cyrielle Clair (Ninon).
- Le Secret des conteuses, pièce de théâtre de Martine Amsili.

Jean-Pierre Vibert a donné son nom à l'une de ses roses.